# Akademi Fantasia
Akademi Fantasia (comúnmente abreviado AF), es el primer reality show de televisión de Malasia en el que un número de participantes llamados "los estudiantes" compiten por la oportunidad de comenzar su carrera en la industria del entretenimiento.
La primera temporada se estrenó en junio de 2003 y obtuvo una calificaciòn excelente. El tema titulado "menuju Puncak" fue interpretado por Juwita Suwito, que es la hermana del compositor, Aubrey Suwito.
El formato del programa es igual que el de "La Academia", que se originó en México. Malasia es el primer país en el sudeste de Asia en tener su propia versión de este espectáculo. También ha sido seguido por Indonesia y Tailandia, que recibió una respuesta positiva en comparación con la serie Idols.

## Menuju Puncak
Es el título de la canción inicial de todas las temporadas. Cada temporada cambia su versión para que la canten los estudiantes. Esta canción también es cantada por la versión del Reality Show en Indonesia, Akademi Fantasi Indosiar (AFI).

### Versiones por temporadas
Malasia Akademi Fantasia 1: Menuju Puncak 1 
  Malasia Akademi Fantasia 2: Menuju Puncak 2 
  Malasia Akademi Fantasia 3: Menuju Puncak 3 
  Malasia Akademi Fantasia 4: Menuju Puncak 4 
  Malasia Akademi Fantasia 5: Menuju Puncak 5 
  Indonesia Akademi Fantasi Indosiar 1-6: Menuju Puncak (Indonesia)

## Temporadas
| Temporada | Ganador                 | Segundo lugar                        | Tercer lugar             | Otros Finalistas                                                | Otros Concursantes (En Orden De Eliminación) | Número De Concursantes |
| --------- | ----------------------- | ------------------------------------ | ------------------------ | --------------------------------------------------------------- | --- | ---------------------- |
| AF 1      | Vincent Chong Ying-Cern | Mohammad Khairul Nizam Mohammad Wahi | Ahmad Azizi Mohamed      | Siti Harnizah Tahar & Nurlizawaty Mohd Ismail                   | Azariah Suaymi, Adi Fashla Jurami, Suriati Abu Bakar, Rueben Thevandran a/l Ramanath, Rosmayati Sidik, Nurul Hana Che Mahazan, Sahri Mohd Sarip                                                                                                  | 12                     |
| AF 2      | Ahmad Zahid Baharuddin  | Norlinda Nanuwil                     | Mohd Aizam Mat Saman     | Farah Diana Anuar, Yusrizan Usop & Wan Mohammad Khair Wan Azami | Edlin Abdul Rahim, Mohd Fitri Zainal Abidin, Anding Indrawani Zaini, Zarina Zainoordin, Nurullah Abd Hamid, Asma Ghani | 12                     |
| AF 3      | Asmawi Ani              | Felix Agus                           | Amylea Azizan            | Marsha Milan Londoh                                             | Elliza Abdul Razak, Fuad Razlan Abd Azri, Nor Farah Idayu Yaakob, Syaiful Reza Mohamed, Amylia Mohd Azlan, Nik Mohd Aidil Nik Zamri, Norashikin Abdul Rahman, Asiah Tunakma Abdullah, Mohd Yazer Yusof, Mohamed Zulkefli Mohd Idir               | 14                     |
| AF 4      | Mohammad Faizal Ramly   | Lotter P.Edwin Edin                  | Nur Farhan Azizan        | Hazwan Haziq Rosebi & Velvet Lawrence Aduk                      | Nordawati Daud, Karen Tan Lee Suan, Richael L. Gimbang, Nur Azilah Seeron, Nor Salima Habibi, Syamsul Hirdy Muhid, Amirul Azwan Mohd. Ghazali | 12                     |
| AF 5      | Norsyarmilla Jirin      | Ebi Kornelis                         | Muhammad Nur Aswad Jafar | Nur Heliza Helmi & Candra Clement                               | Wan Nurul Zhana Wan Mohd Hanizan, Adyana Khalid, Mohd Shafiq Mohd Ramadzan, Nurul Fatin Yahya, Mohd. Farha Jasmen, Nonny Nadirah Zainuddin, Aryanna Najwa Ahmad, Hasfarizal Ayub, Muhammad Aizat Amdan, Gadaffi Ismail Sabri, Mohd Shawal Ruslan | 16                     |
| AF 6      | Stracie Angie Anam      | Mohd Idris Mohd Zaizizi              | Ahmad Nubhan Ahamad      | Khairul Nizam Baharom & Nadia Haswani Hasnan                    | Marliyana Omar Walid, Ika Nabila Abdul Rahim, Lutfyah Sheikh Omar, Muhammad Shauqi Naaim Salmi, Muhammad Faisal Abdullah, Siti Norsaida Tarudin, Hairina Abdul Halim, Mohamad Alif Mohd Razali, Stanley Maringai David Impi                      | 14                     |
| AF 7      | Mohd Hafiz Mohd Suip    | Khairil Azam Pilus                   | Afiq Hakim Ahmad         | Mohd Yazid Ibrahim & Ismaliza Ismail                            | Nas Adila Mohd Dan, Ahmad Sobri Hasmuni, Zuzafrini Zulkifli, Rubisa Tiasin, Nur Fazelah @ Zizie Mad Tahil, Mohd Rashidi Mohamad Isa, Mohd Qhauhd Abdul Rashid, Claudia Fay Geres, Siti Aishah Bujang                                             | 14                     |
| AF 8      | Ahmad Shahir Zawawi     | Siti Adira Suhaimi                   | Muhd Shahril Firdaus Eli | Muhd Firdaus Maulana Mohamed & Emirza Azwan Zulazrin Chew       | Muhammed Shahril Mohd Saleh Hussein, Erma Suhaimi, Dayang Nor Anum Arjuna Aharun, Muhammad Alif Kadim, Nadia Emilia Roselan, Zafarina Jamhari, Nadiawati Ainul Basir                                                                             | 12                     |
| AF 9      | Hazama Ahmad Azmi       | Lenaber Hadir                        | Nur Syafinaz Jebat       | Mohamad Azri Abdullah                                           | Zulaika Zahari, Nur Atiqah Shariffudin, Roshammizah Rosli, Nur Suhada Jebat, Mohamad Amirullah Jahari, Fahrur Raqib Abdul Majid, Ahmad Afif Tirmizie, Nur Khaidir Muhid, Queennera Francine Francis Kitingon, Hairul Najmuddin Abu Samah         | 14                     |

## Otras Versiones
La Academia (México)
Akademi Fantasi Indosiar (Indonesia)
- Datos: Q2828904